# Michael Jelden
Michael Jelden (* 16. Juli 1971 in Stuttgart) ist ein deutscher Violinist, Sprachwissenschaftler und Arzt.

## Leben
In eine musikalische Familie geboren (der Vater Georg Jelden war Konzertsänger, Familie der Mutter bereits seit mehreren Generationen Orchestermusiker), erhielt er seinen ersten Geigenunterricht 1976 bei Marianne Stitz in Stuttgart. 1986 wurde er an der Musikhochschule Stuttgart in die Klasse des Violinisten Ricardo Odnoposoff aufgenommen. Von 1990 bis 1992 studierte Jelden bei Valerij Klimov vom Moskauer Tschaikowski-Konservatorium an der Musikhochschule Saarbrücken. Parallel zu seinem Studium spielte Jelden zwei Jahre als Prímás in einer ungarischen Zigeunerkapelle.
In der Nachfolge seiner Lehrer entwickelte sich Michael Jelden zu einem Geiger in der Tradition der romantischen Virtuosen mit Tendenz zum sogenannten „zigeunerischen“ Stil. In der Presse wurde er als „geborener Virtuose“ (Der Spiegel) oder als „Paganini mit Zigeunerblut“ (FonoForum) bezeichnet. Er ist einer der wenigen Geiger, die sich dem „kleinen“ Repertoire – musikalischen Miniaturen, virtuosen Petitessen und Genrestücken – widmen und  diesen musikalischen „Boulevard“ ernst nehmen.
Im Jahre 1996 gründete er das größte Musikfestival Lateinamerikas, das „Festival de Manaus“ im Teatro Amazonas im brasilianischen Regenwald, dem er zwei Jahre auch als künstlerischer Leiter und Manager vorstand, bevor er es dem brasilianischen Staat übergab. Aus dieser Zeit rühren auch die Assoziationen mit „Fitzcarraldo“ aus dem gleichnamigen Film von Werner Herzog.
Jelden hatte seine Debüt-CD aus dem Jahre 1996 aus bis dahin verschollenen Werken des ungarischen Komponisten Jenő Hubay zusammengestellt. Von ihm stammen fast 100 Bearbeitungen verschiedenster Werke für Violine und Orchester, Violine und Klavier und Violine solo, von denen viele im Druck erschienen sind.
Jelden entdeckte 2004 eine Sonate für Violine solo und ein weiteres bisher unbekanntes Manuskript von Niccolò Paganini, ein Adagio, das zu seinem 2. Violinkonzert „La Campanella“ gehört. Das Adagio liegt mittlerweile von Jelden auf CD vor, die Solosonate erscheint im Druck bei Edition Peters.
2008 gründete Jelden als Crossover-Projekt die Django Davis Mozart Band, welche Elemente des Gypsy-Jazz (Jazz manouche), der Klassik und des Jazz in eine neue, eigenständige Musik übersetzte.
Michael Jelden spielt eine Geige von Jean-Baptiste Vuillaume aus dem Jahre 1827.
Neben seinem Musikstudium studierte Jelden auch Medizin an der Universität des Saarlandes und Sprachwissenschaften in Tübingen und München. Er hat Bücher über Sprachen wie Georgisch, Englisch, Deutsch und Ungarisch veröffentlicht. Der Spracherwerb fällt ihm leicht, mittlerweile (2006) spricht der Polyglotte acht Sprachen fließend, darunter auch eine irokesische Sprache.
Er arbeitet heute als Arzt in Homburg in eigener Praxis.

## Diskographie
- Johann Sebastian Bach: Violinkonzerte a-Moll und E-Dur
- Johannes Brahms: Sonaten op. 120 Nr. 1 und 2 (Fassung für Violine von Komponisten)
- Jenő Hubay: Scénes de la Csárda Nr. 1, 2, 3, 5, 6, 7, 8, 10, 11
- Aram Chatschaturjan: Konzert für Violine und Orchester
- Aram Khachaturian: Konzertrhapsodie für Violine und Orchester
- Aram Khachaturian: Sämtliche Werke für Violine und Klavier und Violine solo
- Wolfgang Amadeus Mozart: Hornquintett KV 407
- Wolfgang Amadeus Mozart: Klarinettenquintett KV 581
- Niccolò Paganini: Violinkonzerte Nr. 2 und 4
- Niccolò Paganini: Werke für Violine solo (God Save the King, Nel cor piú non mi sento, Solosonate, Duett für Violine solo, Caprice d'adieu, Walzer)
- Franz Schubert: Arpeggione-Sonate (Fassung für Violine)
- Antonio Vivaldi: Violinkonzerte a-Moll, B-Dur, D-Dur

## Werke
- Wörterbuch Deutsch-Georgisch, Georgisch-Deutsch. Buske, Hamburg 2001; ISBN 3-87548-234-4
- English-German Phrasebook and Dictionary. Hippocrene Books, New York; ISBN 0781809061; ISBN 9780781809061
- English-German Concise Dictionary. Hippocrene Books, New York; ISBN 078180857X; ISBN 9780781808576
- Niccoló Paganini: Solosonate A-Dur für Violine (Herausgeber). Edition Peters, Frankfurt a. M./Leipzig; EP 11037